# Міські косарі
«Міські косарі» («Şəhərli Biçinçilər») — радянський художній фільм 1985 року, знятий режисерами Абдулом Махмудовим і Гусейном Мехтієвим на кіностудії «Азербайджанфільм».

## Сюжет
На перехрестях взаємин батьків та дітей, міста та села розкриваються наявні проблеми.

## У ролях
- Гасанага Турабов — Селім
- Фахраддін Манафов — Мадат
- Самандар Рзаєв — Гуммет
- Садая Мустафаєва — Умай
- Саїда Велібекова — дружина Мадата
- Садагат Зульфугарова — дружина Асада
- Садих Гусейнов — Асад
- Рафік Азімов — Аліш
- С. Умаров — Талиб
- Бйоюкханим Алієва — дружина Гуммета
- Адалят Абубекіров — Самад
- Сабір Мамедов — син Талиба
- Шуджаят Габібов — син Талиба
- Т. Мамедов — епізод
- Тавеккюль Ісмаїлов — косар
- Тельман Алієв — епізод
- Енвер Гасанов — косар
- Алі Самедов — косар
- Ф. Даміров — епізод
- А. Геворкян — епізод
- Х. Амінагаєва — епізод
- Е. Мехтієва — епізод
- Г. Мехтієва — епізод
- Ільгар Гасанов — епізод
- Б. Гасанова — епізод
- Мухтар Авшаров — епізод
- Ахмед Ахмедов — провідник потягу
- Сарвар Шахбейлі — епізод

## Знімальна група
- Режисери — Абдул Махмудов, Гусейн Мехтієв
- Сценарист — Раміз Ровшан
- Оператор — Гусейн Мехтієв
- Композитор — Азер Дадашев
- Художник — Фікрет Ахадов